# Nova Olinda (Paraíba)
Nova Olinda is een gemeente in de Braziliaanse deelstaat Paraíba. De gemeente telt 6.455 inwoners (schatting 2009).